# 水崎基一
水崎 基一（みずさき もといち、1871年11月10日（明治4年9月28日） - 1937年（昭和12年）11月29日）は、日本の経済学者、教育者。同志社大学経済学部教授を経て、浅野綜合中学校（現・浅野中学校・高等学校）初代校長。クリスチャン。なお、書、漢詩、短歌の雅号は濃川。

## 生涯

### 少年時代

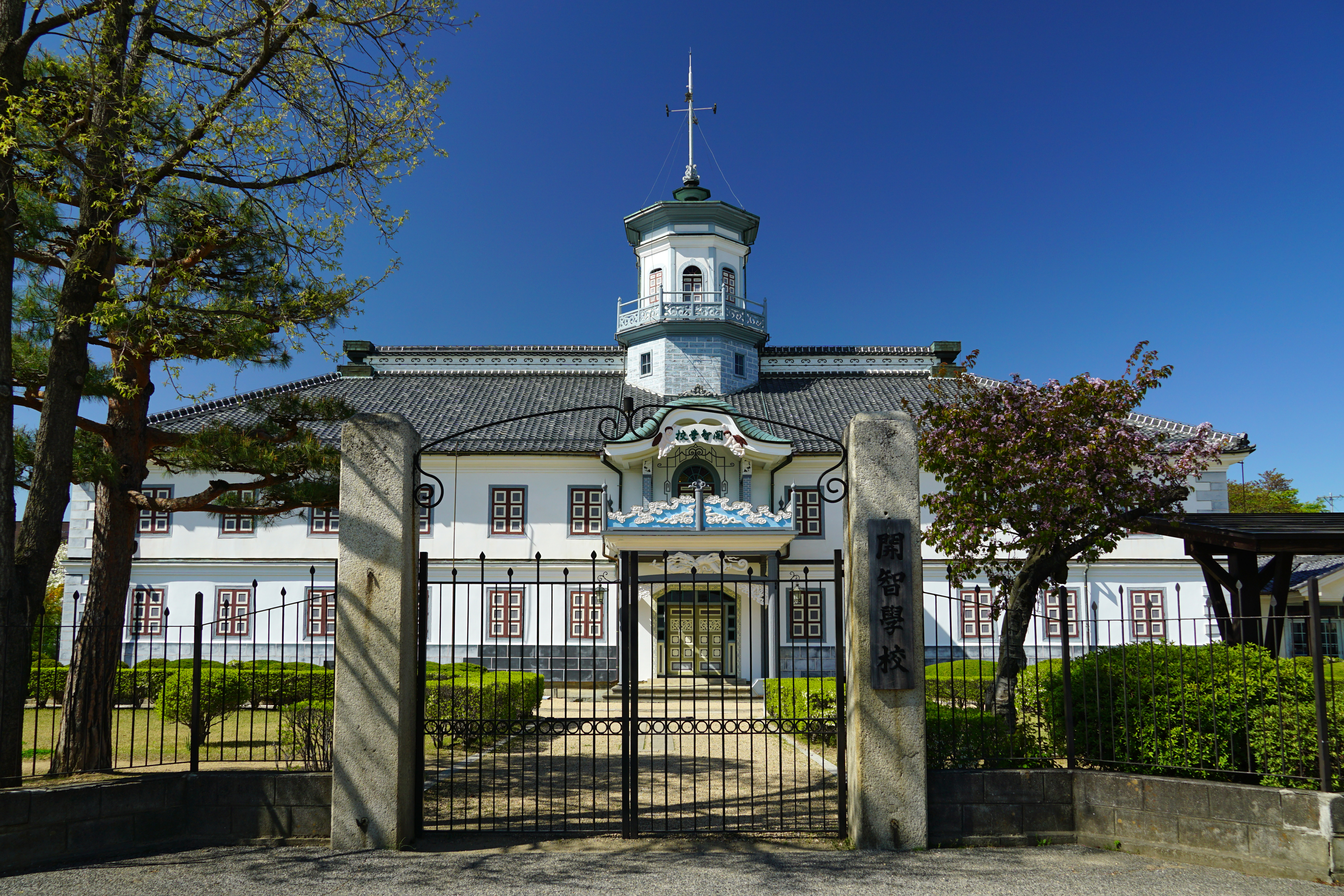
旧開智学校

1871年（明治4年）9月28日、7月の廃藩置県直後の松本県（11月に筑摩県となった）筑摩郡北深志下下町（現・松本市）に、旧松本藩士水崎好照の長男として誕生した。廃藩置県の混乱と大家族だった水崎家の困窮の中で、1878年（明治11年）、2年前に新校舎が建設された、文明開化を象徴する開智学校に入学し、松本新聞社に勤務しながら苦学して通った。1883年（明治16年）に旧制長野中学（現・長野県長野高等学校）に進学、1年修了の頃、小木曽庄吉弁護士の書生となり、2年余り毎日細字を清書して学資を得た。1886年（明治19年）、税務署勤務の父好照の静岡転勤を機に静岡に移り、静岡安西1丁目南裏町にあった、松下之基が開館していた各種学校の文武館で英語、数学、漢学を学んだ。当時静岡県尋常中学校の生徒だった、13歳の上田敏も同年文武館で松下の教えを受けている。偶然にキリスト教に接し、静岡バンドが源流となった、静岡メソジスト教会（現・日本基督教団静岡教会）に通い牧師や宣教師の教えを聞くうちに、「感ずる所深く、それも教会に入りて、善心を得、誘惑に打ち勝ち、正しき生涯を送らんと欲し、入会を決心」し、1887年（明治20年）6月に同教会でカナダ・メソジスト教会の宣教師キャシディより洗礼を受けた。

### クリスチャンとして

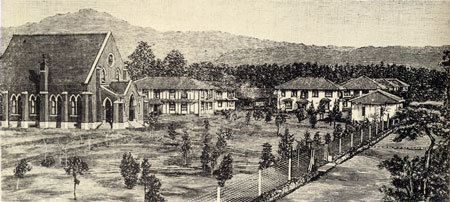
同志社キャンパス、1886年

同年6月に伊豆国韮山中学校（現・静岡県立韮山高等学校）に進学、そこで徳富蘇峰の『将来之日本』を目にし、1875年（明治8年）に京都にキリスト教精神に基づく同志社が新島襄により設立されたことを知った。1888年（明治21年）6月に単身上洛、同志社大学の前身校の一つである同志社普通学校に入学、校長新島襄から直接教えを受け、深い敬慕の念を抱いた。同年11月には新島の起草による「同志社大学設立の旨意」が、蘇峰の国民之友をはじめ、全国の主要な新聞や雑誌に発表された。しかし大学設立のための募金集めに奔走していた新島は、1890年（明治23年）1月に神奈川県大磯で亡くなった。七条駅から新島邸までみぞれの降る中、水崎は多くの学友と共に柩を運び、埋葬の際は若王子山上の墓地まで柩を担いで登った。縁あって1890年（明治23年）から卒業まで滋賀県知事中井弘（桜洲山人）から学資の給与を受けた。後に学資の元利を揃えて中井の遺族に返済したが受け取らなかったため、1905年（明治38年）に中井奨学金と名付けて同志社に寄付した。中井奨学金は同志社の最初の奨学金である。
1893年（明治26年）に同志社を卒業、父と慕い、毎週土曜には清談高論を拝聴した恩人の中井の紹介で、蘇峰の国民新聞社に内定していたが、思う所あって同志社卒業生の例に倣い、北海道集治監の教誨師になることを決心した。中井も快く賛成し、北海道長官北垣国道に懇切丁寧な紹介状を書いてくれた。7月の別れの際に、中井は1枚の写真と寒地故にと着用していた黒紋付きを脱いで渡してくれたが、これが永遠の別れとなった。水崎は8月に樺戸集治監に教誨師として赴任した。日本で最初に監獄改良問題を取り上げ、1876年（明治9年）に内務卿大久保利通に調査意見書を提出した、日本における「監獄改良の父」と称される米国人宣教医ジョン・カッティング・ベリーは草創期の同志社の教壇に立っていたことがあり、同志社卒業の社会事業家の多くは監獄改良事業を出発点としている。

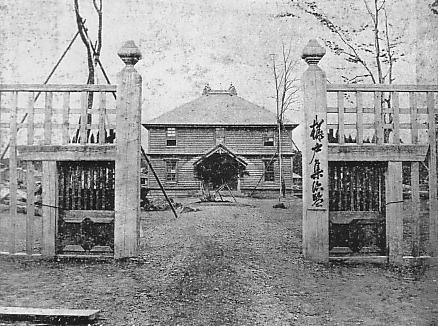
樺戸集治監

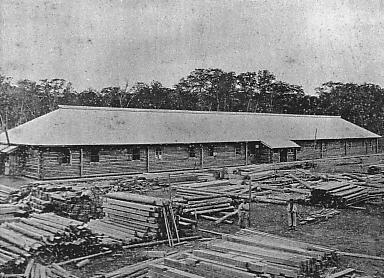
同上

当時北海道では、明治政府の北海道開発計画及びロシアの東進に備える防衛政策と萩の乱、西南戦争等の士族反乱や加波山事件、秩父事件をはじめ自由民権運動による政治犯を含む囚人の激増が結び付き、内務卿山縣有朋の応報刑論に基づく「苦役本分論」の強い影響力によって、人権を無視した非道な囚人労働による開拓が行われていた。初のキリスト教系教誨師の原胤昭は、1888年（明治21年)から北海道の集治監で、囚人労働廃止へ向け監獄改良事業に従事した。1891年（明治24年）、次に空知集治監に赴任した同志社英学校別科神学課卒業の留岡幸助の尽力で、神学を学んだ同志社卒業生が教誨師として次々と招聘された。
1893年（明治26年）8月に樺戸集治監、1895年（明治28年）に釧路集治監に赴任した水崎は、同志社卒業の教誨師とともに、監獄改良や囚人の教化善導に、キリスト教人道主義の立場から献身的に取り組んでいた。1894年（明治27年）の水崎の日記によると、2月にエルマイラ感化監獄の週報を読み、「得る処多」く、3月には浮田和民から同監獄の書籍を贈呈され、「一層奮起勉学するの必要」を感じている。4月2日の日記では、吉田松陰伝が到着し、「喜び何ぞ耐えへんや」と記し、読後は涙を禁じ得なかった。米国マサチューセッツ州のエルマイラ・リフォーマトリーは体育・知育・実学の三位一体教育を導入した、感化主義の先駆的施設で、1895年（明治28年）に留岡が視察し、院長のゼブロン・ブロックウェイの教えを受け、犯罪者に懲罰を与えるよりも保護・教育して更生させる感化事業に転じるきっかけとなった。
後に「日本社会事業の父」と呼ばれる、メソジスト教会の伝道師生江孝之は、1894年（明治27年)に樺戸集治監で水崎の指導を受け、監獄改良事業に関心を持ち、原、留岡、水崎ら監獄改良に尽力した教誨師の一群を「北海道バンド（樺戸グループ）」と呼び、横浜、熊本、札幌の日本プロテスタント三大バンドと同等の評価をしている。原が結成した「同情会」は1892年（明治25年）に囚人を対象に、文書による教誨や教育を目的に雑誌『同情』（後の『教誨叢書』）を、1894年（明治27年）には監獄官吏向けに月刊誌『獄事叢書』を発行したが、記事の内容は慈善事業や更生保護事業などに関するところも少なくなかった。キリスト教系誨師達の多くは監獄改良や教誨事業を出発点として、後に感化教育事業や社会事業、教育に携わることになった。しかし1894年（明治27年）8月から翌年にかけて起きた日清戦争により民族主義が高まると、キリスト教への反感の風潮が起き、キリスト教精神による教化を進めた北海道集治監樺戸本監の大井上輝前典獄に不敬の風評が広がり、1895年（明治28年）に非職依願免職となった。後任の石澤勤吾典獄は真宗大谷派の僧侶を教誨師に採用し、原、水崎、牧野、山本らキリスト教系教誨師達は声明文を発表して11月に連袂辞職した。辞任後の11月27日、永久保秀二郎の日誌によれば、水崎は山本徳尚とともに釧路の春採アイヌ学校を訪問し、生徒の学業や性質等種々の事を筆記している。

### 官界から実業界へ

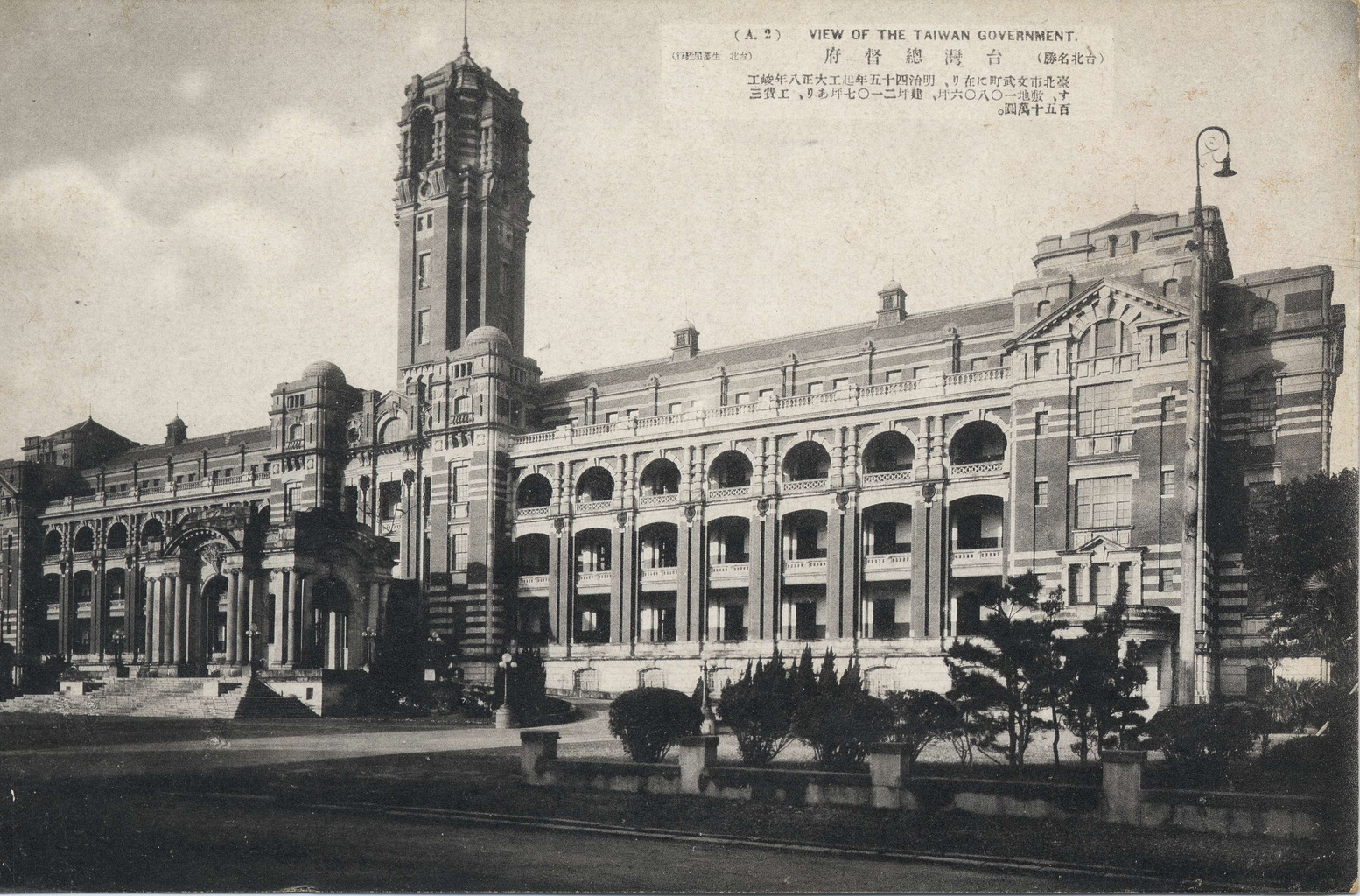
台湾総督府庁舎

1896年（明治29年）4月に、日清戦争の結果、清国から割譲された台湾の総督府に通訳の任務を命じられた。職名は台湾総督府民政局内事課通訳事務嘱託である。第2代台湾総督の桂太郎、第3代総督の乃木希典や1898年(明治31年）から1906年（明治39年）まで台湾総督府民政長官を務めた後藤新平、三好重道らと交流し、後藤と知己の浅野総一郎と知り合うきっかけとなった。同年6月に杉村濬外事課長の下で、近藤賢二らと共に総督府総務部外事課勤務を命じられた。同月には雲林事件が起きている。12月に1ヶ月間、厦門、仙頭、香港、広東に私費旅行を試み、欧州列強の動向を観察して英国人の実利的な企業家精神に敬服し、大英帝国の都・ロンドンを実際に見てみたいという思いを強くした。1897年（明治30年）9月に再び中国を巡遊し、11月から3ヵ月間、司法省法律顧問の英国人ウィリアム・M・H・カークウッドに随行して台湾全島を巡視し、当地の実情を詳しく調査した。また台湾総督府勤務の3年間に、日本基督教会の河合亀輔牧師の下で日本人および台湾人に布教活動をした。

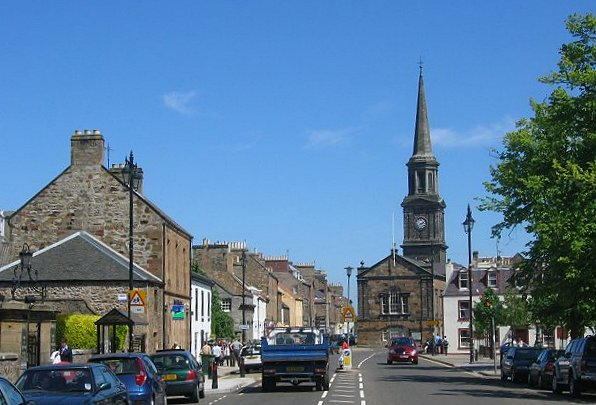
ハディントン

1899年（明治32年）4月、台湾総督府を辞し、5月に英国に留学、9月にエディンバラ大学に入学し、1901年（明治34年）6月まで政治、経済、歴史等を研究した。さらに同年9月から翌年の6月までロンドン・スクール・オブ・エコノミクス (LSE) で勉学した。英国留学時代の英文の日記によると、1901年（明治34年）8月16日にサマースクールの学生達とジョン・ノックス、サミュエル・スマイルズ、トーマス・カーライルの生誕の地であるスコットランドのハディントンに旅行し、自らの人生で行動力の源泉となり、励ましとなった『自助論(Self-Help)』の著者サミュエル・スマイルズを訪ね、深い感銘を受けた。8月24日には朝刊でドレフュス事件に関する記事を読み、ドレフュス大尉が予想に反して、再び有罪になり10年の実刑判決を受けたのを知り、フランスは絶望的な状況にあると記し、9月13日の日記では服役中の体調がすぐれないドレフュスの回復を願っている。3年間に及ぶ留学の帰途、数年前に開通したばかりの西シベリア鉄道に乗り、日露戦争前のロシアの状況を同郷の情報将校でシベリア単騎横断をした福島安正に詳しく報告している。

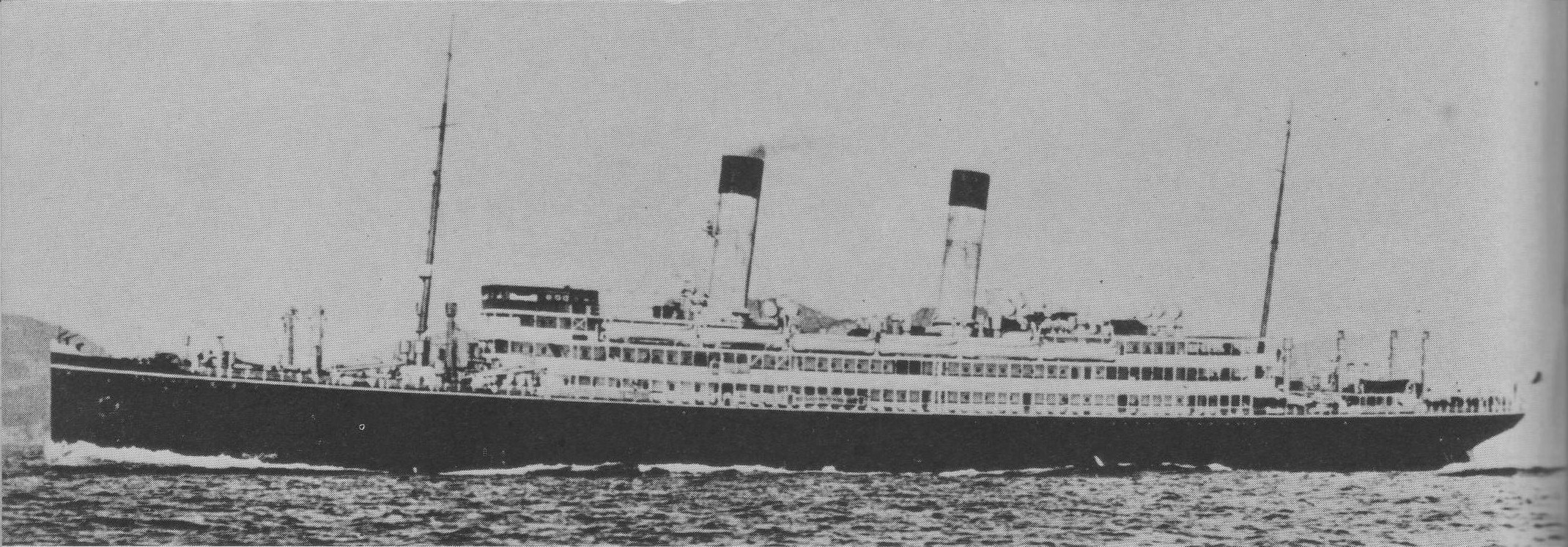
東洋汽船の天洋丸

1902年（明治35年）8月、英国留学から帰国し、9月に後の浅野財閥の総帥で「京浜工業地帯の生みの親」と言われる、浅野総一郎が1896年（明治29年）に渋沢栄一、安田善次郎、福沢桃介らの出資を受けて設立した東洋汽船に入社、実業界に転身した。また、後に拓殖大学となる東洋協会専門学校の講師も兼任し、植民史の講義をしている。東洋汽船では秘書として浅野に親しく接することになるが、浅野も水崎の人物を信頼し期待した。1906年（明治39年）には東洋汽船顧問として、浅野石油部技師長の近藤会次郎とともに、浅野の夢だった、船を従来の石炭に代わって重油で動かすために、原油を米国から輸入する目的で渡米して石油事業を視察している。

### 同志社の再建
1908年（明治41年）3月、東洋汽船を退社し、4月に同志社専門学校経済科教授兼主任に就任した。東洋汽船に比べ、かなり薄給だった同志社への転籍の理由は、ビジネスが性分に合わないことばかりではなく、新島襄の没後、中心柱を失い停滞の淵にあった同志社を、新島の遺志を継ぎ再建する運動の一翼を担うためだった。1889年（明治22年）に大日本帝国憲法が発布される等、国家基盤が安定すると、欧化主義一辺倒に反対する国粋主義的排外思想が台頭し、とりわけ1890年（明治23年）の教育勅語の公布はキリスト教主義学校に打撃を与えた。官立学校には認められた徴兵猶予の特典も与えられず、同志社では生徒数が激減し、1908年（明治41年）になっても専門学部（神学部・政経学部）では生徒数が増加せず、大学認可も資金不足によって頓挫した。
同志社の再建と大学認可には、大学基本金、教授組織の充実、教室などの教育施設や図書館の完備が必要だった。新島襄没後20周年にあたる1910年（明治43年）に開かれた校友会全国大会において、校祖新島の遺志を実現すべく、大学基本金30万円の募金が決議された。これを熱心に説いたのが、かつて同志社英学校に在籍し、新島が同志社に残した十箇条の遺言を枕元で口述筆記した徳富蘇峰であり、蘇峰とも親しかった水崎や同級生の古谷久綱、三宅驥一達だった。政経学部主任の水崎は募金を直接担当することになった。日本全国はもとより、中国、日本の植民地だった台湾や朝鮮、旧満洲までも、学友をはじめ各方面へ募金集めに奔走した結果、募金は目標額に達し、また教授組織の充実と教育施設の完備にも指導力を発揮し、1912年（明治45年）、ついに専門学校令に基づき文部省から同志社大学が認可された。原田助社長、普通学校教頭の波多野培根、神学部主任の日野真澄らとともに、水崎は同志社復興運動の中心的役割を果たした。
明治の中頃から大正にかけて、京都在住の長野県出身者が信濃会を作り、会員相互の親睦を計り、故郷を離れて京都で学ぶ学生の世話をした。主な会員には水崎のほかに、京都帝国大学の青柳栄司、西陣の織機技師伊沢信三郎がいた。1915年（大正4年）の大正天皇御大典の年は佐久間象山の京都での殉難50周年に当たり、信濃会が象山の遺跡を表彰することになり、水崎と同じ松本北深志出身で京都帝国大学総長として赴任した澤柳政太郎が会長、水崎が実行委員となった。象山先生遺跡表彰会が建立した象山先生遭難碑は中京区木屋町通御池上る、に現存している。

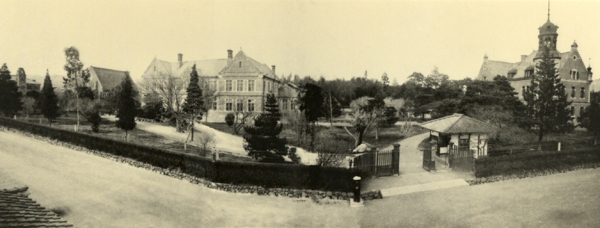
大正初期の同志社キャンパス

同志社時代、水崎の家は下鴨の下賀茂神社の裏手にあった。そこでは家族のみならず、親類、学生時代以来の友人で同志社監事近藤賢二の長男進一郎、書生など絶えず何人かが寄宿しており、時には苦学生や一般学生、特に同志社教会員を家に招いてご馳走をしたり、風呂を貸し、病気の時は静養させた。1915年（大正4年）5月から1919年（大正8年）3月に京都を去るまでの約4年間、自宅で子どものための日曜学校を開いたが、讃美歌合唱の際は後に日本基督教団霊南坂教会のオルガニストになり、教会音楽の作曲家として大成した、同志社大学経済学部在学中の大中寅二が指揮をした。島崎藤村の詩に1936年（昭和11年）に大中が曲を付けた歌曲「椰子の実」は、同年7月に東京放送局（JOAK) のラジオ番組「国民歌謡」で、最初に東海林太郎の歌唱で放送されている。
草創期の同志社で主流を成した、熊本バンド出身の原田助が1907年（明治40年）から1919年（大正8年）まで、第7代総長として12年間にわたって在職した時期に、同志社は目ざましい発展を遂げている。原田は欧米を歴訪し諸大学で講演して、1910年（明治43年）にエディンバラ大学および新島の母校のアマースト大学より名誉学位を贈られるなど、欧米における同志社の名声を上げ、1912年（明治45年）には専門学校令により同志社大学および女学校専門学部が設立された。しかし同志社に多大な貢献をした原田は、講演等で学校を空けることが多く、学校での職務を十分に果たすことができなかった。原田を支持するグループと専務理事、大学長事務取扱および女学校長として実務を担当した水崎や蘇峰らのグループの間で対立が生じ、理事会、教職員、学生、同窓生までも巻き込んだ紛争となり、1918年（大正7年）1月、水崎、波多野、日野ら教職員と6理事および監事の辞任、そして翌年の原田の辞任へと展開した。

### 浅野綜合中学校（現在の浅野中学校・高等学校）の初代校長

インディアナ州

実業家として成功していた浅野総一郎は、実学を身に付けた人材の育成が、産業化が進展した日本にとって重要な課題であることを痛感し、自らの資金で学校設立の希望を持っていた。1918年（大正7年）、同志社を辞任した水崎を東京三田札の辻の浅野邸に招き、米国の教育制度の調査を依頼した。同年5月、早速水崎は渡米し、米国各地を視察して廻り、シカゴの衛星都市で新興鉄鋼業都市のゲーリー市で実施されている、市教育長ウィリアム・ワートによって推進されたゲーリー・システムを調査研究した。水崎は直接ワートに会って説明を聞き、意見を交換している。ゲーリー市の公立学校は、1915年（大正4年）に書かれた、プラグマティズムを唱えた米国の哲学者・教育学者ジョン・デューイの『明日の学校 (Schools of Tomorrow)』で、当時米国各地で行われていた進歩主義教育の実践例として紹介されている。デューイは1919年（大正8年）2月に来日し東京帝国大学で8回講演し、4月19日の京都市公会堂での講演では水崎が通訳を務め、デューイ夫妻を同志社女学校に招き、京都を案内した。
ゲーリー・システムに基づく学校は「二重学校 (duplicate school)」とも呼ばれ、都市化と移民の流入による生徒数の急増に対して、教科の学習以外の講堂、工作室等での特別活動やチームワークを覚え、心身の健康のために必要な運動や遊びに行っている間、空いた教室を別のクラスが使うように時間割を作ることによって、不足している教室を有効利用した。コミュニティーとしての学校の中心となる講堂は合唱や演劇、スライド・映画、文学作品の朗読、市各局をはじめ学内外の講師による講演等の様々な目的に使われた。また体育館、講堂など学校と、公会堂、劇場、コンサートホール、図書館、博物館等の市の施設を相互使用することによって公共性、市民性を養い、さらに勤労を重視し、学校に作った工場での木工、機械、電気、印刷等、学校の農園での農作物の栽培、そして簿記、速記、裁縫、調理等の分野を超えた多種多様な職業教育を導入した。無人の砂漠から急速に産業都市化したゲーリー市では30もの諸民族が集まり、中でも文化、生活水準が低い南欧や東欧の移民が大部分だったので、平等で公共心の高い、自立した米国市民を育てるためには、市民教育 (civics) に重きを置く、市と学校が一体となった教育制度が必要だった。

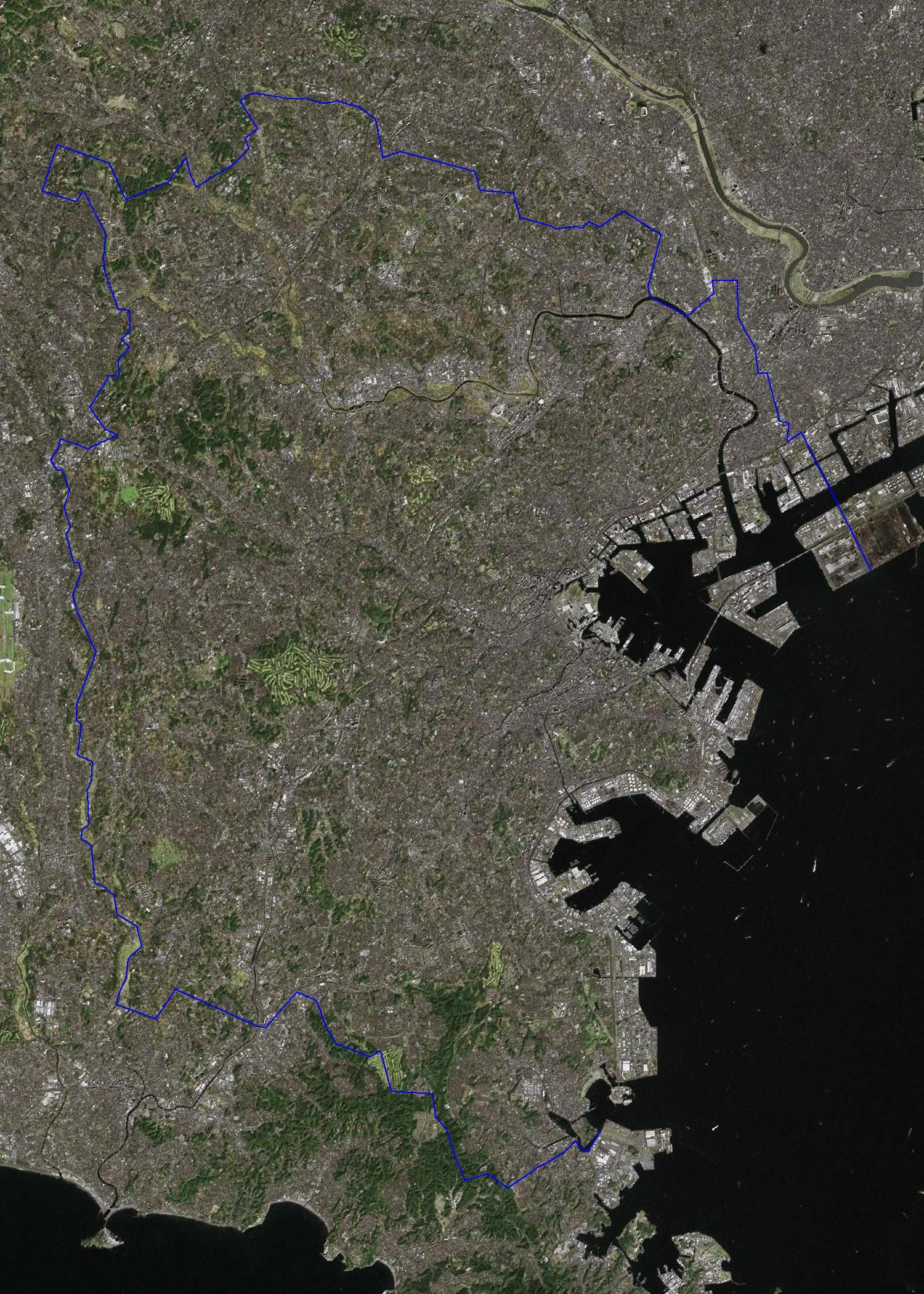
横浜

水崎はゲーリー市に1ヶ月余り滞在し、ゲーリー・システムを調査研究し、次いでハーバード大学で聴講した後、1918年12月に帰国し、浅野に調査結果を報告した。浅野による横浜市の鶴見臨海部の埋め立て事業が1913年（大正2年）8月に始まり、鶴見から川崎にかけての京浜工業地帯には、1920年（大正9年）前後から朝鮮半島や沖縄を含め、日本全国から多くの労働者が移住して、短期間に急速に人口が増加したゲーリー市とよく似た状況になりつつあった。浅野は水崎の報告を聞きながら、日本経済が発展するためには、米国のcomprehensive high school（総合学科高等学校）のような学校が日本にも必要との思いを強くした。1919年（大正8年）に水崎は東京工業倶楽部で「ゲリー・システムの学校に就て」という演題で講演している。

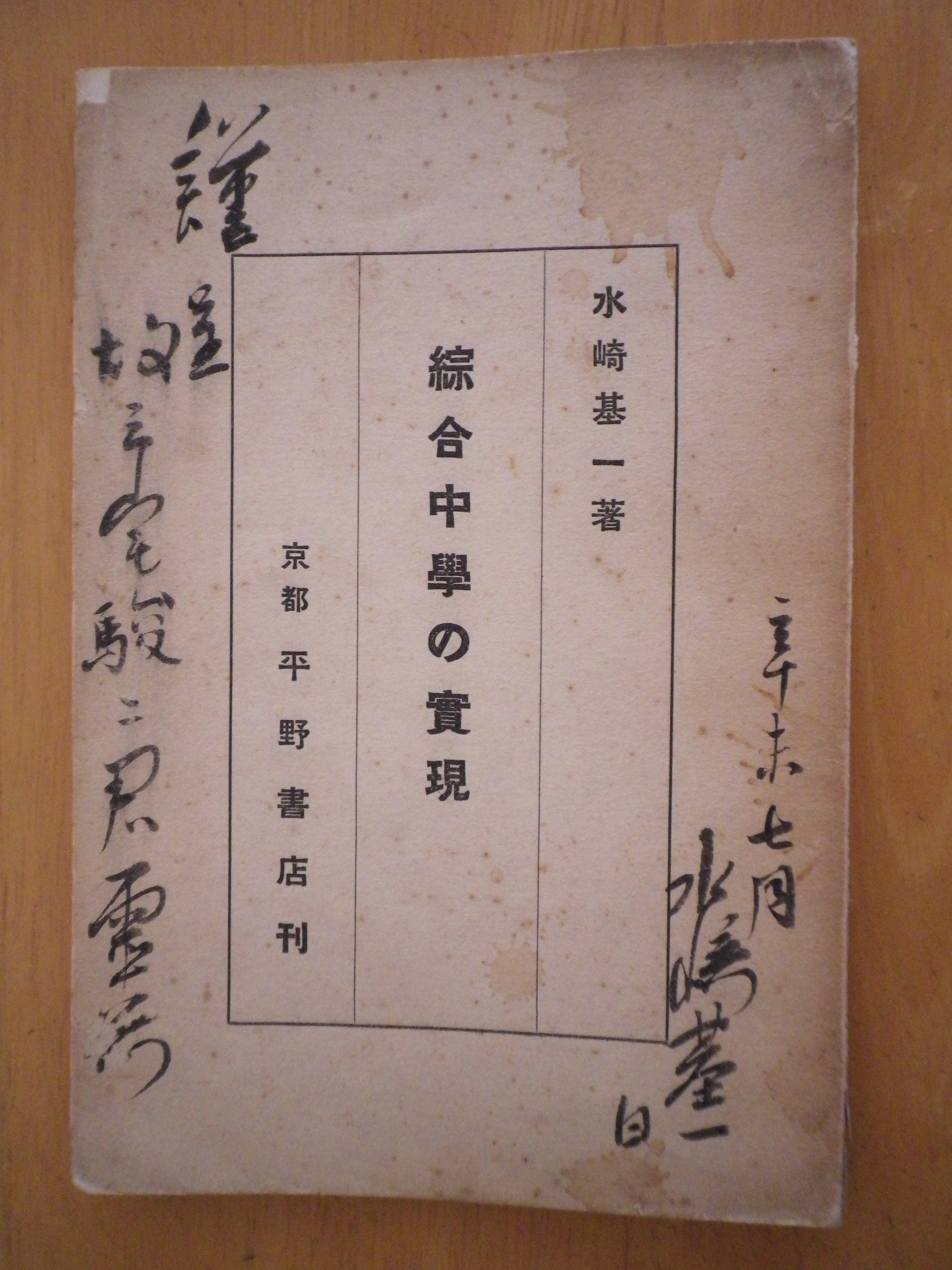
「綜合中学の実現」自筆の署名入り

1920年（大正9年）、浅野は100万円の私財を投じて、ゲーリー・システムを取り入れた新たな中等教育を目指す浅野綜合中学校を、横浜市の京浜工業地帯を眼下に見渡す打越の丘に設立した。初代校長には水崎が就任した。水崎は「浅野綜合中学校設立趣意」に、「･･･志ス所ハ此教育界ノ欠陥ヲ補填シ大正ノ新時代ニ適応スル新教育ヲ施シ唯ニ智能ノ啓発ノミナラズ品性ヲ陶冶シ芸能ヲ実習シテ労働ノ神聖ヲ体現シ国民トシテ将タ人トシテ人生ノ意義ヲ完ウセシメント欲スルニアリ。若シ夫レ特色トシテハ体育ヲ励行シ相互扶助ノ共同生活ヲ勧奨シ工場ヲ設ケ科学教育ヲ実験的ニ施シ語学教育ヲ実用的ニナシ広キ綜合的ノ教育ヲ実践シテ常識アル有用ノ人材ヲ養成シ我国ノ中等教育ニ新生面ヲ開カンコトヲ期ス」と、決意を表明している。水崎は当時の中等教育の普通科は一般教養に傾き、高等教育への進学準備教育の感があり、他方で農・工・商の実業学校の職業教育は専門に分科し過ぎている実情に対して、大正デモクラシーの時代における階級対立のない平等な国の視野の広い中堅国民を育成するためには、教養科目と様々な分野の実学を併せ持った綜合教育を人格確立の上で最も重要な中等教育の時期に行う必要がある、と考えていた。

### 「愛と和」
1937年（昭和12年）11月に没するまで、水崎は18年間校長の任に就いていた。学校創立後の校舎の整備、増築および実習工場の建設に尽力中、1923年（大正12年）9月1日の関東大震災で校舎が全壊した。不眠不休の復旧作業の結果、1ヶ月後の10月1日には山下の工場の仮校舎で半数の生徒約250名に寺子屋式の授業を再開し、復興資金下附にあたり文部省と粘り強く交渉して学校の復興に全力を傾けた。1926年（大正15年）には講堂が、1928年（昭和3年）には記念館が落成している。多忙を極めた校長職の傍ら、胃潰瘍で苦しみながらも、神奈川県社会事業協会、横浜キリスト教青年会 (YMCA)、青山会館、神奈川県内鮮協会等の理事として、社会事業にも携わった。学校での公民と修身の授業、英文の課外授業以外にも、夏休みには浅野の大磯の別荘での合宿、土曜の晩には立町の自宅の書斎で、バイブル・クラスや修養会を開いて生徒たちを導いた。1931年（昭和6年）の満州事変、翌年の上海事変以後の日本の行動は良心の痛むもので、最も必要な国民外交において日本国民は中国国民に親愛の情を表していないことを危惧していた。
現・浅野中学校・高等学校の校訓は校歌の歌詞にある、浅野総一郎の生きる姿勢を表す「九転十起」と水崎の教育理念の「愛と和」である。水崎の墓は遺言に従い浅野総一郎が眠る鶴見の總持寺に、そして新島襄が眠る京都若王子山の同志社墓地にある。いずれも墓碑銘は徳富蘇峰の揮毫によるものである。

## 歌
水崎は人生の折々に歌を詠んだ。没年の1937年（昭和12年）当時、残されていたものだけでも百首を超えている。
- あるはえぞ或は高砂島めぐりいつしか知らず過ぎし月日を
- 風吹けば我故郷はいかにぞと気にかゝるこそうたてかりけり
- 外つ国にひとやのことを学びける友は今しもいかにかあるらむ

教誨師時代の獄吏の目を見張らせた熱烈な演説、同志社教授時代の新島襄が乗り移ったかのような、「新島伝」の情熱あふれる講義、浅野綜合中学校の授業で感極まってよく涙をこぼし、晩年、興が乗ると漢詩を吟じたように、水崎は純情で熱い心を持った詩人だった。一時、桂園派の流れを汲む、池袋清風に師事したことがあり、自分では古今調と語っていたが、理知的で繊細、優美な古今調の歌は数える程しかない。
- ゆく水の清き流れにさそはれて眠につきし秋の山里（1912年・大正元年の日記）

浅野綜合中学校で古文を教え、水崎の歌を十余年にわたって見てきた、後に大正大学名誉教授になった石田吉貞によると、水崎の歌は情趣から祈りへ、美から聖の歌境に至り、自分には鞭、人には愛、神には感謝の敬虔な修道者の歌へと歩んでいった。
- 奥山に紅葉の錦織り出す神の心を心ともがな（北海道樺戸にて）
- 俗念と凡俗を去りてひたすらに神のことのみ思ふうれしさ
- 杉木立たゞ一筋に大空を慕ひ上るを心ともがな（1913年・大正2年比叡にて）
- 六十年の罪を洗ひて幼子に環るこの日に遭ふぞ嬉しき（還暦の時）
- 何事も神の恵と感謝して日毎に歩め正しき道を[120]（1931年・昭和6年）
- 今はたゞ一眠にて朝ぼらけ書よむ時のいとゞ待たるゝ（1933年・昭和8年の胃潰瘍の大手術後）
- さゝやかなときはなづなを見る毎に神の恵のもれ無きを思ふ（病院で「ときはなづな」を見て）
- 親を思ふ心も深く文ごとに尋ねくれたる病は消えぬ（三人の子どもたちに）
- 世の中の渇ける人に水しづく捧げて生きん残る齢（よはひ）を
- 人のため盡す心の深ければわが身はたとひ野邊にくつとも

## 写真

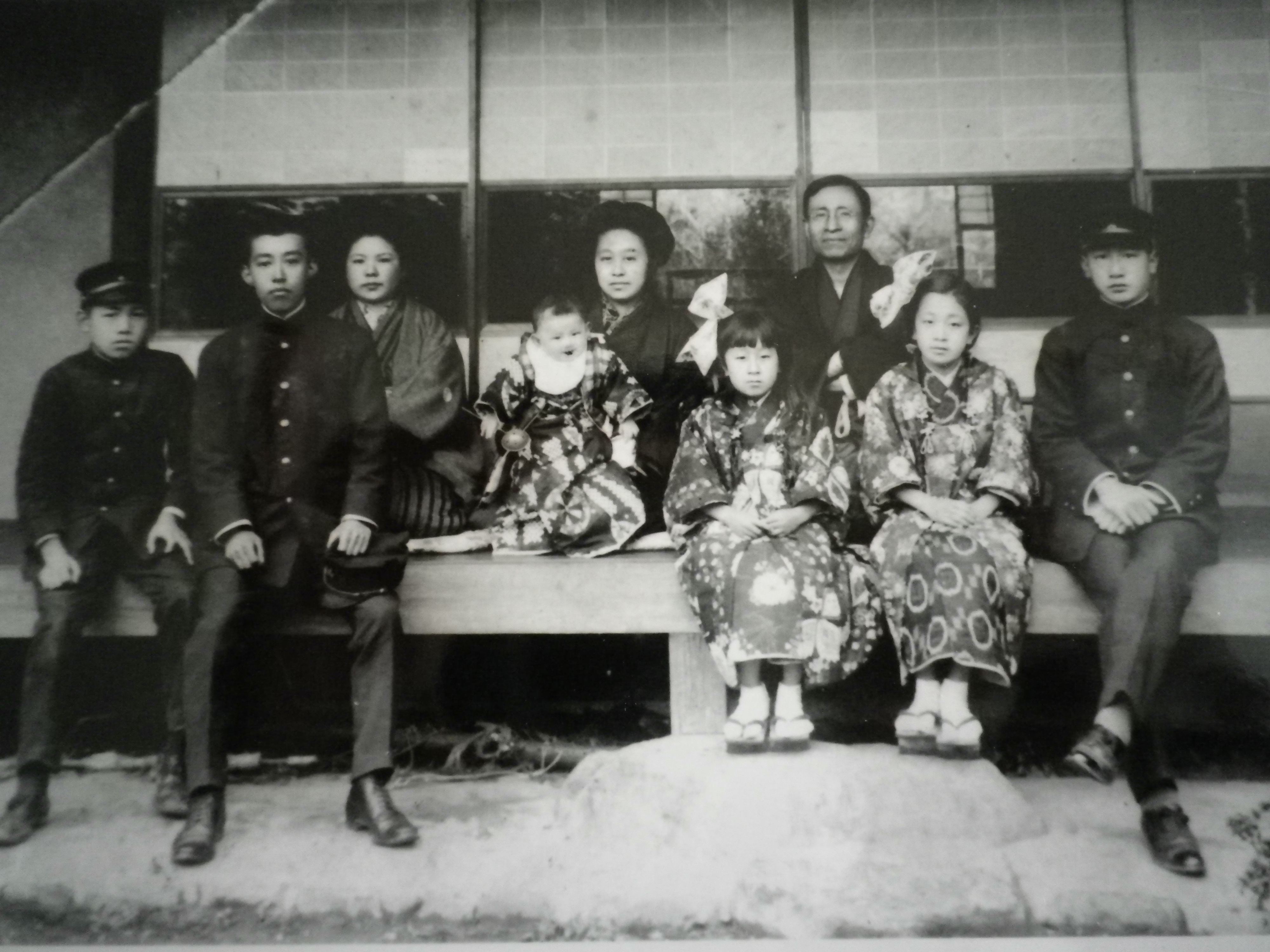
京都下鴨 1918年 水崎基一 後列右

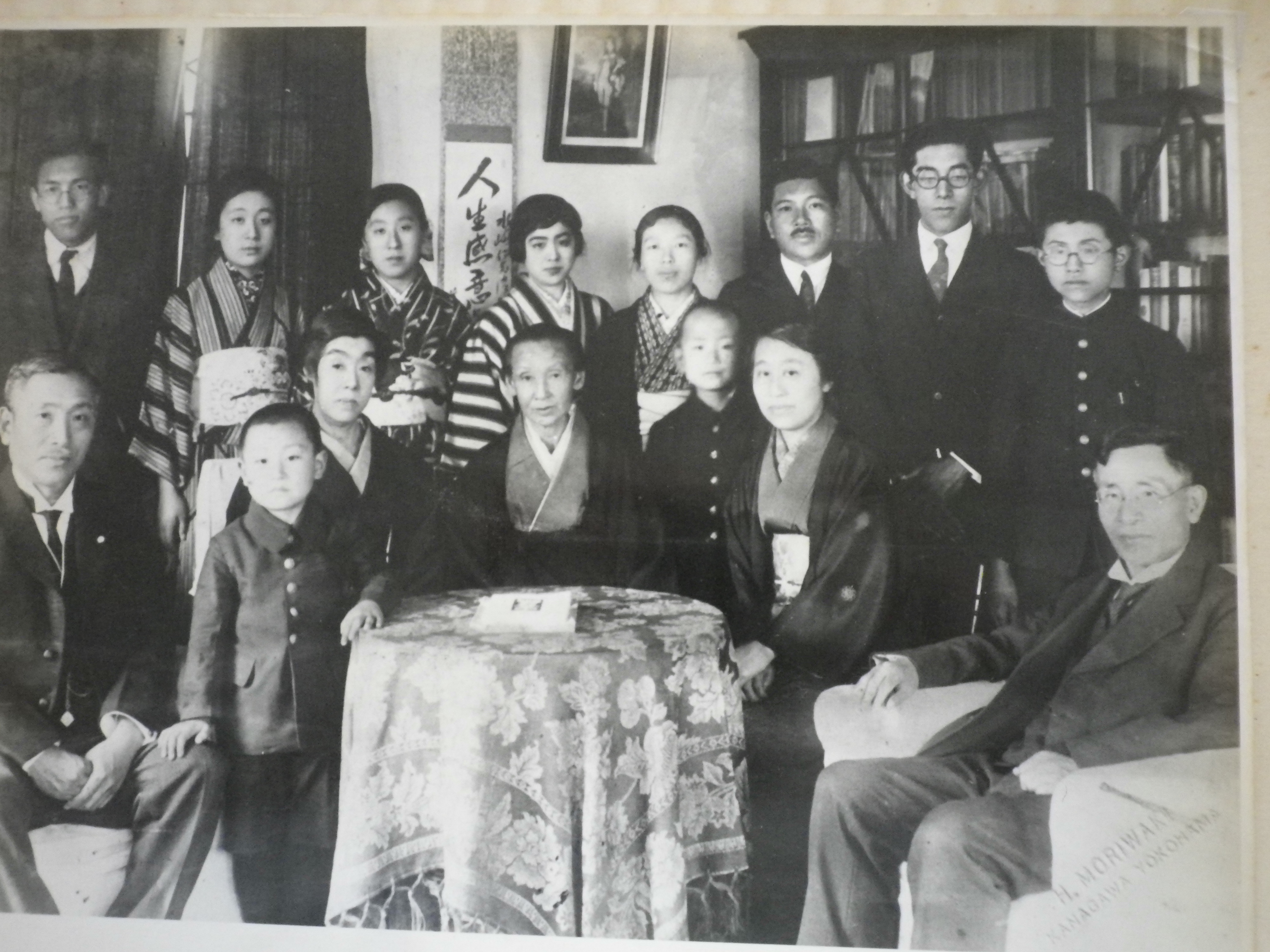
横浜 1928年 水崎基一 前列右

## 年譜
- 1871年（明治4年） - 9月28日、松本県筑摩郡北深志下下町(したしたまち）に旧松本藩士水崎好照の長男として生まれる
- 1878年（明治11年） - 開智学校に入学
- 1883年（明治16年） - 旧制長野中学に入学
- 1886年（明治19年） - 税務署勤務の父に従い静岡県に転居、文武館で学ぶ、静岡メソジスト教会に通う
- 1887年（明治20年）- 6月、静岡メソジスト教会でカナダ・メソジスト教会の宣教師F・A・キャシディーより洗礼を受ける、伊豆国韮山中学校に入学
- 1888年（明治21年） - 同志社普通学校に入学
- 1893年（明治26年） - 8月、北海道の樺戸集治監に教誨師として赴任
- 1894年（明治27年） - 7-11月、釧路集治監に赴任
- 1896年（明治29年） - 4月、台湾総督府に通訳として勤務 6月、総督府総務部勤務 12月、中国の広東を視察旅行
- 1897年（明治30年） - 9月、中国を視察旅行 11月から3ヵ月間、ウィリアム・カークウッドに随行して台湾全島を巡視する
- 1899年（明治32年） - 4月、台湾総督府を辞任 5月、渡英してエディンバラ大学、ロンドン大学で政治、経済。歴史を学ぶ
- 1902年（明治35年） - 9月、浅野総一郎が設立した東洋汽船に入社
- 1906年（明治39年） - 東洋汽船顧問として、浅野石油技師長の近藤会次郎とともに渡米して石油事業を視察
- 1908年（明治41年） - 4月、同志社専門学校経済科教授となる 4月3日に同志社女学校出身の西松志げと結婚
- 1912年（明治45年） - 4月、同志社大学の設立が文部省より認可される
- 1915年（大正4年） - 5月、自宅にて子どものための日曜学校を開く 佐久間象山殉難50周年で「象山先生遭難碑」建立に尽力
- 1918年（大正7年） - 1月、同志社大学経済学部長を辞任 5月、渡米しゲーリー・システムという教育方法を1ヵ月余りにわたって調査研究 12月、帰国
- 1919年（大正8年） - 3月、京都から横浜に移住 「ゲリー・システムの学校に就て」という演題で、東京工業倶楽部で講演
- 1920年（大正9年） - 浅野総一郎が創設した、浅野綜合中学校（現在の浅野中学校・高等学校）の初代校長に就任する
- 1923年（大正12年） - 6月、仮校舎の増築、工場の建設が完成 9月、関東大震災で校舎全壊、文部省から復興資金の下附のために奔走
- 1924年（大正13年） - 4月、神奈川県社会事業協会理事となる 5月、横浜基督教青年会(YMCA)理事長となる
- 1925年（大正14年） - 5月、浅野綜合中学校内に、横浜市の委託を受けて、（混凝土）コンクリート工法講習所を開設
- 1926年（大正15年） - 青山会館理事（1927年まで） 5月、講堂が落成
- 1928年（昭和3年） - 4月、記念館が落成
- 1929年（昭和4年） - 3月、2年制のコンクリート専修学校を開設 11月、神奈川県内鮮協会理事となる 同月、胃潰瘍にかかり1ヶ月半静養する
- 1933年（昭和8年） - 11月、東京海軍軍医学校附属診療部に入院して胃潰瘍の手術を受ける
- 1934年（昭和9年） - 12月、コンクリート専修学校の校長（現・浅野工学専門学校）を兼任する
- 1937年（昭和12年） - 11月29日 永眠

## 著作・翻訳
- 水崎基一『綜合中学の実現』平野書店、1931年。 NCID BN01785232。
- 『英国植民史 カルデコット』、水崎基一訳、大日本文明協会、1909年
- 『英国植民史：附・補遺 アルフレッド・カルデコット』、水崎基一訳、大日本文明協会（大日本文明協会刊行叢書：第16編）、1910年 ASIN B008VMK40K
- 水崎基一「ゲリー、システムに就て」『鐵と鋼』第5巻第6号、日本鉄鋼協会、1919年、609-622頁、doi:10.2355/tetsutohagane1915.5.6_609、ISSN 0021-1575、NAID 130005619604。
- 「救済事業に応用の新教育法」『人道』（9月號）(171)人道社 1919-9 pp.9-12 NDL
- 「救済事業に応用の新教育法」『人道』（10月號）(172)人道社 1919-10 pp.3-5 NDL
- 『桜洲山人の追憶』浜谷由太郎編、1934年、NDL
- 『実業の日本』34(8) 実業之日本社、大日本実業学会、1931-04 NDL
- 「新島襄先生の霊覚」『基督教世界』、1916-1-27
- 「日記抄」『故水崎基一先生 追悼』浅野綜合中学校校友会、学友会、石田吉貞（共編） 1938年 NCID BN07558721
- 「「ラグビー」のトマス・アーノルド」『蘇峰先生古稀祝賀 知友新稿』、民友社、1931年
- 「水崎基一から徳富蘇峰宛書簡」30通、徳富蘇峰記念館所蔵
- 「古を偲び今を思ひて」、浅野綜合中学校学友会雑誌部、1924年
- 水崎家所蔵の八項目にわたり、三十冊に及ぶ遺稿[121]は戦災ですべて焼失[122]